# Kruhel, Kovel
Kruhel (în ucraineană Кругель) este un sat în comuna Stari Koșarî din raionul Kovel, regiunea Volînia, Ucraina.

## Demografie
Componența lingvistică a localității Kruhel
     Ucraineană (100%)
Conform recensământului din 2001, toată populația localității Kruhel era vorbitoare de ucraineană (100%).